# Karl Söderholm
Karl Gustaf Söderholm (né le 9 décembre 1859 à Loviisa – mort le 17 juin 1948 à Pernaja) est un juriste, député du Parti populaire suédois de Finlande et Ministre de la justice finlandais,.

## Biographie
Karl Söderholm est l'un des fondateurs de l'organisation secrète Kagaali qui s'oppose à la russification de la Finlande. 
Il est député du RKP pour la circonscription d'Uusimaa du 22 mai 1907 au 1er février 1914 et du 4 avril 1917 au 31 octobre 1917.
Karl Söderholm est  ministre de la Justice des gouvernements Ingman I (27.11.1918–17.04.1919), Kaarlo Castrén (17.04.1919–15.08.1919), Erich (15.03.1920–28.06.1920) et Svinhufvud II (04.07.1930–21.03.1931).